# Västkaukasisk stenbock
Västkaukasisk stenbock (Capra caucasica) är en art i underfamiljen getdjur som förekommer i Kaukasus. Enligt traditionell systematik är den inte samma art som östkaukasisk stenbock (Capra cylindricornis) och nyare genetiska undersökningar bekräftade denna indelning. På grund av dessa studier antas att den västkaukasiska stenbocken är närmare släkt med besoargeten (Capra aegagrus). Yttre likheter till östkaukasisk stenbock beror troligtvis på gemensamma ungar (hybrider) som förekommer i viss mån. Vissa delar av den västkaukasiska- och östkaukasiska stenbockens genom motsvarar varandra vad som bekräftar denna teori.

## Kännetecken
Artens yttre upplevs robustare och tyngre än alpstenbockens yttre. Hannar når en kroppslängd mellan 150 och 165 centimeter, en mankhöjd mellan 95 och 110 centimeter samt en vikt mellan 65 och 100 kilogram. Honor är med en kroppslängd mellan 120 och 140 centimeter, en mankhöjd mellan 78 och 90 centimeter och en vikt mellan 50 och 60 kilogram tydlig mindre. Arten har en särskild kort svans. Bockarnas skägg är oftast kort och bred. Under sommaren är ovansidan rödbrun och undersidan gulaktig. Under vintern är hela pälsen gråbrun. Hornen är kortare, kraftigare och mera böjd än hos alpstenbock. Hornens längd går upp till 75 centimeter.

## Utbredning och populationens utveckling
Det 4 500 km² stora utbredningsområde sträcker sig i en bred strimma längs gränsen mellan Ryssland och Georgien. Sedan 1800-talet minskar utbredningsområdet på grund av människans verksamhet. Dessutom utbreder sig den östkaukasika stenbocken samt dennes hybrider mot väst. Populationen minskade särskild i nyare tider. Populationen för den västkaukasiska stenbocken uppskattas med 10 000 individer. IUCN listar arten som starkt hotad (endangered).

## Levnadssätt
Levnadssättet motsvarar i stort sett den östkaukasiska stenbocken.